# Euroregion Glacensis
Euroregion Glacensis, Euroregion Kłodzki – polsko-czeski euroregion pogranicza Czech, Moraw i ziemi kłodzkiej.

## Utworzenie
Euroregion został powołany na podstawie umowy podpisanej 5 grudnia 1996 r. w Hradcu Králové przez Stowarzyszenie Gmin Ziemi Kłodzkiej oraz Regionalne Stowarzyszenie Miast i Gmin Pogranicza Czech Moraw i Ziemi Kłodzkiej.

## Zakres terytorialny
Obszar objęty euroregionem zmieniał się kilkukrotnie. Według stanu na marzec 2011 r. jego członkami są:
- 32 polskie gminy Stowarzyszenia Gmin Polskich Euroregionu Glacensis: Bielawa i Dzierżoniów z powiatu dzierżoniowskiego, 14 gmin powiatu kłodzkiego, po 6 gmin z powiatów wałbrzyskiego i ząbkowickiego, 4 gminy z powiatu strzelińskiego
- powiat kłodzki i powiat ząbkowicki
- 84 czeskie miasta i gminy należące do powiatów: Hradec Králové, Trutnov, Rychnov nad Knĕžnou, Náchod, Ústí nad Orlicí, Pardubice, Svitavy, Šumperk, Semily i Jeseník, reprezentowane przez Regionální sdružení Euroregion Pomezí Čech, Moravy a Kladska – Euroregion Glacensis.

Stolicami Euroregionu po obu stronach granicy są Kłodzko i Rychnov nad Kněžnou.

## Dane statystyczne
- Powierzchnia 5024,72 km²
  - w tym po polskiej stronie 3217,27 km²
  - w tym po czeskiej stronie 1926 km²
- Ludność 1103 tys. mieszkańców
  - w tym po polskiej stronie 529 tys. mieszk.
  - w tym po czeskiej stronie 578 tys. mieszk.